# Њу Сејлем (округ Фејет, Пенсилванија)
Њу Сејлем (енгл. New Salem, Fayette County) насељено је место без административног статуса у америчкој савезној држави Пенсилванија.

## Демографија
По попису из 2010. године број становника је 579.
| Група             | 2000.    | 2010.       |
| Белци             | 0 (0,0%) | 558 (96,4%) |
| Афроамериканци    | 0 (0,0%) | 9 (1,6%)    |
| Азијати           | 0 (0,0%) | 0 (0,0%)    |
| Хиспаноамериканци | 0 (0,0%) | 3 (0,5%)    |
| Укупно            | 0        | 579         |